# Paula Magalhães
Paula Magalhães (Braga, 1962) é uma jornalista portuguesa, que trabalha atualmente na TVI.
Ao longo da sua carreira cobriu eventos importantes na história recente de Portugal como a morte de Sá Carneiro, o acidente de Alcafache, o incêndio do Chiado, a segunda visita a Portugal de João Paulo II, a primeira presidência portuguesa da União Europeia, os primeiros transplantes ao coração e as primeiras inseminações artificiais em Portugal.

## Biografia
Paula iniciou a carreira de jornalista como estagiária no Correio do Minho. Entrou para a RTP aos 18 anos, chegando a ser pivô do Telejornal, ao lado de José Eduardo Moniz. Ali frequentou o Centro de Formação da RTP.
Paula Magalhães faz parte da equipa fundadora da TVI e foi das primeiras pivôs da TVI.
Esteve afastada dos ecrãs durante 12 anos, a trabalhar nos bastidores nas áreas Internacional e Sociedade.
Deu uma disciplina de jornalismo televisivo na Universidade Autónoma de Lisboa.
É casada com o jornalista António Luís Marinho, administrador da RTP, com quem teve 2 filhos, Tomás Marinho e Gonçalo.

## Programas
- País, País (RTP);
- Telejornal (RTP);
- Informação 4 (TVI);
- Jornal Big Brother Extra (TVI);
- Discurso Direto (TVI24);
- Portugal português (TVI24);